# Аидонохори
Аидонохори (грч. Αηδονοχώρι) је насељено место у општини Висалтија у периферији Средишња Македонија, Грчка. Према попису из 2021. године било је 197 становника.
Према бугарском географу и историчару, Василу Канчову, у Аидонохорију је 1900. године живело 1.500 Грка. 
Током Балканских ратова село је настрадало и део мештана је избегао, тако је после рата остало 892 житеља. На попису из 1928. Двадесетих година 20. века насељено је седам грчких избегличких породица, укупно 33 особа. На попису из 1928. године Аидонохори је имао 1.098 становника.